# ドラゴンドライブ
『ドラゴンドライブ』は、『月刊少年ジャンプ』で連載された、佐倉ケンイチによる少年漫画、またそれを原作としたアニメ作品、トレーディングカードゲーム。

## 概要
バーチャルリアリティで作られたドラゴンをパートナーとして戦うというバトルゲーム「ドラゴンドライブ」。この設定を使用して漫画、アニメ、カードゲーム等で展開された。当初はカードゲームのみでの発売で知名度は低かったが、漫画連載とそれに合わせたカードゲームのリニューアル、その後のアニメ放送で知名度は上昇。38話で放送終了後、漫画は第二部へ移行し14巻で完結した。

## ストーリー
作品は「裏球」と呼ばれる地球の平行世界での大空レイジ達の戦いを描く第一部と、地球を舞台に雪野タクミ達の戦いを描く第二部に分かれる。

### 第一部
主人公で中学生の大空レイジは、何をやるにも中途半端で終わる、通称「ハンパーマン」と言われるほどやる気がない性格だった。ある日、幼なじみの雪野麻衣子に誘われたバーチャルゲーム「ドラゴンドライブ」に出会ったことで、様々なライバルとのバトルを通して精神共に成長していく。
同ゲームのトレーニング中に「歌」を聴き、「裏球」へと強制転送。神龍石を巡る戦いに巻き込まれていく。

### 第二部
レイジ達の戦いから2年後、主人公は雪野麻衣子の弟の雪野タクミへと移り、再びドラゴンドライブを通じて戦いが始まった。物語終盤、長いブランクを経て第一部の主人公・大空レイジや雪野麻衣子たちも戦いに参加した。
ラストには、雪野タクミが社長を務める次世代のドラゴンドライブも発表され、話は彼等の子供世代へと移る。

## 登場キャラクター

### 現代
大空レイジ
第一部主人公。14歳。取柄が無く、何をやるのも中途半端だったので「ハンパーマン」とからかわれていた。しかしそれもドラゴンドライブとの出会いを通じて変わっていく。ドラゴンをどこまでも信じることのできる少年で、その信じる心によって救われた者も少なくない。真龍大戦で裏球を救った英雄。
第二部は物語終盤でバトルに参加。しかし自分からではなく、呼び出された形となった。そこでチビと再会する。再会当初はチビに忘れ去られていたことや、ライバルである氷室ヒカルに懐いていたことにショックを受けもするが、すぐに2人の仲は元通りになる。最終的に動物病院の院長となる。子供たちレーイチ・マリコは昔のレイジや麻衣子に非常に似ている。
パートナーは、チビスケこと裏球の守護龍センコークーラ。
萩原大介
レイジの同級生。雪野麻衣子が好きであるため、普段からストーカーのように追っかけている。そのため、麻衣子とほとんど一緒にいる幼なじみのレイジに敵意をむき出しにしていたが、もう一つの理由として、自分が誰かに頼る性格なのに対し、中途半端であっても自分でやるべきことを成すレイジに対しての嫉妬ともいえる。その性格も、レイジと一緒にいることで徐々に成長し、後半ではレイジの良き友人として頼りがいのある戦力となっていく。
パートナーは、カンパー。
第二部でも登場する。
雪野麻衣子
レイジの幼なじみ。14歳。勝気な少女で根性があり、それはロッカクにも一応認められている。
第二部では、主人公タクミの姉として登場する。チャームポイントのツインテールは下ろしている。しかし第二部の決戦の時にはツインテールにしている。どうやら大人になった後はレイジと結婚したらしい。
パートナーは、ゴーラオー。
氷室ヒカル
第一部では「ドラゴンドライブ」ランキング1位の天才プレイヤー。レイジが初心者だった頃からレイジの才能を感じ、敵視していた。初めての勝負でそれを確信し、レイジに執拗な執着心を見せるようになっていく。
レイジと戦うためだけ（顔を合わせる度に「俺と戦え」と言い出す）にRI-ONの戦士として裏球へと来るが、理由が理由なので途中から戸岐や純柴と別れ、レイジと共に行動していた時もあった。真龍対戦の後も裏球に残る。
しかし裏球でレイジと勝負した際、コーカオーは破棄。カノープスというドラゴンを操るようになる。第二部では地球と裏球を繋ぐため、カノープスと共に地球にやって来る。
チビをレイジの元に届け、その場を去るがやはりレイジと戦いたかったようだ。しかし彼のその望みは結局叶えられず、最終的に息子・アカリの代まで勝負が続く。
視力は失っていないが、目を閉じている。作者によると、理由は「師匠から目を開けるな」と言われていたことによるものらしい。
パートナーは、コーカオー⇒カノープス
純柴一郎
理知的だが冷徹であり、対戦相手を残酷な手法で追い詰めて倒す事を好む。複数のドラゴンと相性がよく、同時に操ることのできる「ポーンブリンガー」の能力を持つ。前半ではジュンラアンシ、後半ではハヤテスラッシュが主なパートナー。「ドラゴンドライブ」ランキング2位。常に冷静に物事を判断する。学業やスポーツも万能らしく、亡き母親の影響から、「1位」であることに強くこだわる。RI-ONの戦士としてレイジ達と対立するが、理由はエージェントＬに頼まれ、妹のメグルを救うことが目的だった。そのため、あっさりとレイジ側へと転身する。
漫画版では、ヤウディムのグアンクー事件をきっかけに麻衣子と親しくなる。地球に戻った際はそれで萩原とも喧嘩した。第二部にも登場する。
橘響次
アニメ版のみ登場。
永遠冴香
アニメ版のみ登場。
戸岐航平
父親の会社であるRI-ONのために働く、戸岐才蔵の息子。彼は小さい時から、ドラゴンドライブでの戦い方を訓練されており、RI-ONの戦士としても作中でも最強クラスの腕を持つ。自らを「勇者」と名乗って憚らない傲慢不遜な性格である一方、麻衣子を守る為にジェノサイド形態に変身して反撃してきたグアンクーをダイナモスパークでヤウディムごと消滅させるなど冷酷無比。最終的には、一時的に真龍も支配下に入れるが、レイジとの対戦で敗北、才蔵の腕の中で息を引き取る。
本作の主人公側との関係における「敵役」として、父親とともに最も象徴的な人物。展開上、作中で最も重要なキーマンの一人でもある。
アニメでは、シャギーのかかった肩までの青みがかった黒髪に、たれ気味の薄茶色の眼をもつ。オーバーオールにセンター部分が黄色の青いTシャツを着ている。白い軍手を着用。頭には、真ん中にドクロマークの描かれた赤いタイを身に着けている。
才蔵が航平にとって、唯一の家族である。そのため彼から暴力を振るわれても順応に慕っていた。
第二部でも登場する。
パートナーは、ライトナイツナイト。またダークスも操る。
戸岐才蔵
RI-ONの社長にして、ドラゴンドライブプロジェクトの総帥。戸岐航平の父親。
野心が非常に強く、地球と裏球の支配を目論んでおり、実の子であり唯一の親族である航平さえも支配のための道具としか思っていない冷血漢。
それゆえに失敗を心の底から憎んでおり、失敗を犯した者に対して一切の容赦も無く粛清する（航平に対しては苛烈な暴力の応酬を見舞っている）。

### 裏球
メグル
エージェントLの妹。レイジ達を裏球に連れてきた張本人。元はRI-ONの戦士だったが、事情を聞いて裏球を救おうとレイジたちと行動をともにした。
後に戦いの最中に死んでしまったエンスイの後を次いで占い師になる。かなりの酒乱で、怒らせると怖い。二部でもまた、タクミを導こうとする。
アニメ版では、ギャグ要素が少ない性格になっている。唯一、四神龍の祠の場所を知っていたが、その時のトラウマによって、四神龍の祠の場所を忘れてしまう。そのため、RI-ONから狙われる存在となる。
パートナーは、ジゲンジョーカ。
ロッカク
昔に戸岐との戦いで自身の右目とパートナー、サンダーボルトの左目、そして親友・ヤコウをなくす。最初はレイジを敵視していたものの、レイジと戦いその姿に心を打たれて仲間に。
その後一旦別れるが、レイジに倣って賢者・アンリタイデンのもとで修行をして合流する。酒と喧嘩が好き。二部でも後半に姿を見ることが出来る。ドラゴニックヘヴン前回優勝者のサン・ウォルスと行動を共にしていた。
タイヨウ / サン・ウォルス
裏球の住人で、ドラゴニックヘヴンの前回優勝者。
漫画版では、幼い頃に記憶をなくし、男性の遺体の前で放心していたところを海舟という男性に拾われ、育てられる。彼の影響で「世界一のおせっかい」になることを決意。レイジの性格に師匠・海舟と近いものを感じている。
アニメ版ではそういった設定がないためか、更にさわやかな青年として描かれている。
今回のドラゴニックヘヴンでも優勝候補と目されていたが、初参加の戸岐率いるヤウディム代表にあっさり敗れる。
第二次真龍大戦終了後は、ロッカクと世界の果てを見る旅に出た。
パートナーは、ライライコクーン。
エンスイ
裏球の住人。通称ババ様。
マヒル
アニメ版のみ登場。ロッカクの親友・ヤコウの弟。
ヤコウが亡くなったのはロッカクが見殺しにしたせいだと思いこんでおり、そのためロッカクを目の敵にし、執拗につけまわす。
ロッカクを殺すために、後に戸岐航平の仲間になる。物語の終盤で、実はヤコウを殺したのは戸岐航平だとわかると、レイジ達の味方となり、ロッカクとも和解とまではいかなかったが、共に戦っていく。
シルバー
元ドラゴンバスターの女性。コーバクコンオーに好意を寄せている。まじめでまっすぐな性格。
パートナーはコーバクコンオー（コッコ）だが、師弟のような関係である。
ムカイ
アニメ版のみ登場。
英明
アニメ版のみ登場。
リン＆スー
小国の王の子供。双子であり、リンが兄でスーが妹。天使の笑顔でキワドイ事する、ませた性格。
パートナードラゴンはリンがエンオージ、スーがカシンキ。
航平が放ったダークスに取り憑かれてからは残酷な性格に一変し、操られるままに逆らう者を悉く粛清してきた。
絶妙なコンビネーションでレイジとセンコークーラを追い詰めるが、更なる光の力を覚醒させたセンコークーラによってダークスが追い払われてからは、素直にレイジ達に謝罪するがませた性格は変わらなかった。

### 第一部 ドラゴン
チビスケ
レイジのパートナー。白くてかわいらしい小型ドラゴン。臆病でのんきな性格。レイジと出会った当初は名前がなく、攻撃力・防御力0の謎のドラゴンであった。また、登場の瞬間、そのステータスにレイジは萩原や純芝を始めとした会場中の人間から嘲笑され、立ち会ったエージェントLも呆然としてしまう有様だった。
センコークーラ
チビスケの本当の姿。その力は計り知れない。裏球の守り神とも言われるが、世界を白紙に戻してしまう力もある。普段は光属性だが、レイジの気持ちによって炎属性になることもあった。真に覚醒すると「無」属性になる。
カンパー
萩原のパートナー。風属性のドラゴンだが、吹雪など風と氷を併せた攻撃を多用する（カンパーの名の語源が「寒波」であるため）。
カノープス
氷室の2番目のパートナー。RI-ONの人工ドラゴンであり、細長い流線型の体をしている。
ゴーラオー
雪野麻衣子のパートナー。獅子のような姿をした地属性のドラゴンで、主人に対し強い忠誠心を持つ。咆哮による衝撃波が主な攻撃手段。翼こそあるが飛ぶ描写は殆ど無い。
コーカオー
氷室の1番目のパートナー。虚像による錯乱と腕の光剣が主武器。頭角を現してきたレイジとの戦闘に次第に圧倒され、氷室に契約を破棄されてしまう。
サンダーボルト
ロッカクのパートナー。その名の通り、雷の属性を持つドラゴンであり、雷系の攻撃が多い。左目に傷を持つ。
ライライコクーン
タイヨウことサン・ウォルスのパートナー。雷属性のドラゴン。普段は剣の姿をしている。ドラゴニックヘブンでの優勝経験を持ち、本編でも優勝候補とされていたが航平率いるチームに半ば闇討ちに近い形で敗れてしまう。
エンオージ＆カシンキ/エンオージwithルナエッジ＆カシンキwithソルエッジ
リンとスーのパートナー。どちらも炎属性のドラゴンで、リンがエンオージ、スーがカシンキを操る。
ダークスに操られた二人の命ずるままに息の合った連携でセンコークーラを襲う。形勢不利と見るや、Dパーツ「ルナエッジ」「ソルエッジ」を装備して追い詰めるが、リンとスーの身に起こった事実を知ったレイジと更なる覚醒を果たしたセンコークーラに逆転されて敗れる。
原作で、エンオージは青い炎を宿した両拳を同時に敵に叩きつける「蒼炎衝」という格闘技を放った。
グアンクー
ヤウディムの実質的な支配者である闇属性のドラゴン。
領主がパートナーだが、実際はその領主を従わせて踏ん反り返っている。割と単細胞で煽てに弱い。
麻衣子と知り合った事で彼女と心を通わせるが、航平率いるRI-ONの攻撃から麻衣子を守る為に真の姿であるジェノサイド形態へ変身する。その比類なき力で一時はRI-ONを圧倒するがダイナモスパークの非情の一撃から、その身を盾にして麻衣子を護り、彼女との思い出の場所である花畑を除いて、自身はヤウディムごと消滅してしまった。
アニメ版では、そういった設定はなく、むしろ冷酷無比なキャラクターになっている。
シンセイバー
伝説の龍。しかし、剣に宿っているので実体は無い。平和を願う人々の心が具現化したドラゴンであり、その力は一度しか使うことができない（アニメ版ではその制約はない）。RI‐ONを倒す最終兵器として使う予定であったが、レイジは水晶に閉じ込められたメグルを助けるために使ってしまう。
コーバクコンオー／コッコ
荒野の王。シルバーにドラゴンバスター以外の道を教えた。99ゴージャスのローズに殺された後、生まれ変わり、そうとは知らないシルバーに育てられていた（シルバーは坤王の子供だと思っていた）。命をかけて自分を守るシルバーの姿を見て覚醒する。子孫を残さず転生を繰り返し再生するドラゴン。
真龍
神龍石に封印された、強大な力を持つドラゴン。「この世界そのもの」といわれる。全属性。
ライトナイツナイト
航平の操るドラゴン。白い翼と嘴を持ち、その姿はグリフォンを思わせる。
第一部終盤には黒色へと変化した。
ダークス
航平のパートナー。航平のことは「コーヘー」と呼ぶ、ゴーストタイプの闇属性ドラゴン。非常に狡賢く、航平以外の他者を見下している。
自身に攻撃力が殆ど無い代わりに、人々のなかにある闇を利用し、その人間を操る戦法を用いる。
外見は、黒い毛玉のような体に大きな一つ目、ほそ長いしっぽをもつ。
センコークーラの光の力に敗れ、航平に泣きすがりながら、負け惜しみとばかりに「絶対復讐してやるー!」と叫んでいた。

### 第二部 キャラクター
雪野タクミ
第二部主人公となる雪野麻衣子の弟。
普段はボーっとしていて、何を考えているのかわからないため、時折周りを呆れさせることも。トランスレーターという能力を持っており、ドラゴンと会話ができる。
最終的に次世代ドラゴンドライブ社長となって御県アリサと結婚。彼女との間にタクローとアリスと名付けられることになる双子をもうける。
パートナーは、ライコーオー。
古董ケンジ
タクミの初ドラゴンドライブの相手。最初はタクミを馬鹿にしていたが、後にタクミの素直でやる気のある性格を理解し、かけがえのない友人となる。質問されたら答えられずにはいられない性格。愛用デッキは風属性ドラゴンを主体にした風牙デッキで、同じ風属性のライコーオー・シューマッハを手に入れる。
千穂田ネコ
B・K・Nで異常が起こった際、エージェントAに連れられてタクミと出会う。小型ドラゴンの雷蔵を連れている。
御県アリサ
ライコーオー使いに対して憎しみを抱く少女。理由は、イデアに兄・テツヤを殺されたとされる。しかし本当はRi-INが意図的に起こした事故で、兄も実験の一環に過ぎなかったことをイデアから教えられる。それを救ってくれたタクミに協力することになった。極度の方向音痴。
後にタクミの妻となり、双子の兄妹（タクローとアリス）を出産

### 第二部 ドラゴン
ライコーオー
タクミのパートナー。多くのライコーオーの中でもっともスタンダードなタイプ。
しかしアリサに傷つけられ倒れた際、助けるために心の中までやってきたタクミの魂をライコーオー・トゥルー・アイに喰わせられた。その後トゥルー・アイとひとつになり、ライコーオー・イデアとして覚醒。イデアは全ライコーオーの意識をつかさどる。
元龍
地球における真龍と同等の存在。このドラゴンが具現化していなかったため、地球にはドラゴンは現れていなかった。

## 用語
ドラゴンドライブ
RI-ONによって開発されたバーチャル・リアリティ・ゲーム。Dゾーンという仮想空間で、バトルロイヤル形式でパートナーのドラゴンとともに戦う。
ある年代の子供しかプレイできない。
裏球
地球のパラレルワールドともいえる世界。「裏球」とは地球と海と陸地が逆であることからRI-ONが名づけた。
地球とは同じことが多いが、ドラゴンが棲み、文化も異なる。
ドラゴニック・ヘヴン
ヤウディムという町で開かれる、各国から推薦されたドラゴン使い達がチームを組み最強を目指して戦う大会。優勝者にはブレイブハートという宝石が渡される。
四神龍
かつての真龍大戦のとき、自らを犠牲にして真龍を封印した四体のドラゴン。
四神龍の祠
真龍が封印されている祠。ブレイブハートが祠の鍵になっている。

## テレビアニメ
2002年7月4日から2003年3月27日までテレビ東京系で木曜 18:00 - 18:30にて放送された。全38話。

### 声の出演
- 大空レイジ - 朴璐美
- チビスケ - 西村ちなみ
- 雪野麻衣子 - 笹本優子
- 萩原大介 - 天田真人
- サン・ウォルス - 松田佑貴
- 氷室ヒカル - 鈴村健一
- 橘響次 - 杉田智和
- 永遠冴香 - ゆかな
- 純柴一郎 - 宮崎一成
- メグル - 大原さやか
- エンスイ - 吉沢希梨
- ロッカク - 子安武人
- ゴカク - サエキトモ
- コマキ - 時田光
- マヒル - 野島健児
- 戸岐航平 - 喜安浩平
- 戸岐才蔵 - 大友龍三郎
- 英明 - 鶴ひろみ
- ムカイ - 松本梨香

### スタッフ
- 原作 - 佐倉ケンイチ（集英社｢ジャンプコミックス｣刊）
- 監督 - 川瀬敏文
- シリーズ構成 - 井上敏樹
- キャラクターデザイン - 梅原隆弘
- ドラゴンデザイン - やまだたかひろ
- 美術監督 - 金子英俊→内田好之
- 色彩設計 - 児玉尚子
- 撮影監督 - 坂本竜馬→高橋健太郎
- 編集 - 瀬山武司
- 音響監督 - 本田保則
- 音楽 - 光宗信吉
- アニメーション制作 - マッドハウス
- アニメーションプロデューサー - 白井勝也
- プロデューサー - 岩田牧子、山崎立士、久保聡
- 製作 - テレビ東京、NAS、バンダイビジュアル

### 主題歌
オープニング「TRUE」
作詞 - 小林夏海 / 作・編曲 - 華原大輔、日比野元気 / 歌 - 下川みくに
エンディング「たった、ひとつの」
作詞・作曲・編曲 - 浅田直 / 歌 - 下川みくに

### 各話リスト
| 話数 | サブタイトル       | 脚本     | 絵コンテ            | 演出            | 作画監督                        | 総作画監督                     | 放送日        |
| ---- | ------------------ | -------- | ------------------- | --------------- | ------------------------------- | ------------------------------ | ------------- |
| 1    | 眠れる龍           | 井上敏樹 | 川瀬敏文            | 川瀬敏文 山本恵 | 梅原隆弘 ふくだのりゆき         | -                              | 2002年 7月4日 |
| 2    | 約束のダイブ!      | 井上敏樹 | 紅優                | 吉村章          | 山本善哉                        | 梅原隆弘                       | 7月11日       |
| 3    | リベンジ           | 滝晃一   | 徳吉功              | 徳吉功          | 秦野好紹                        | ふくだのりゆき                 | 7月18日       |
| 4    | 衝撃の覚醒         | 荒川稔久 | 奥村吉昭            | 和田裕一        | 河野稔                          | 梅原隆弘 金紀杜                | 7月25日       |
| 5    | 裏球               | 平野靖士 | ひいろゆきな        | 岡嶋国敏        | 加藤茂                          | ふくだのりゆき                 | 8月1日        |
| 6    | 継承者             | 井上敏樹 | 成田歳法            | 藤本義孝        | 野口孝行                        | 梅原隆弘 金紀杜                | 8月8日        |
| 7    | ドラゴニックヘヴン | 滝晃一   | 河合夢男            | 鎌仲史陽        | 柳瀬雄之                        | ふくだのりゆき                 | 8月15日       |
| 8    | 戦いの始まり       | 平野靖士 | しまづ聡行          | 木村隆一        | 梅原隆弘                        | -                              | 8月22日       |
| 9    | 怒りの行方         | 荒川稔久 | 奥村吉昭            | 有冨興二        | 金東俊                          | ふくだのりゆき                 | 8月29日       |
| 10   | 信頼の証           | 滝晃一   | ひいろゆきな 徳吉功 | 徳吉功          | 金紀杜 長坂寛治                 | 金紀杜                         | 9月5日        |
| 11   | 自分らしく         | 滝晃一   | 山本沙代            | 吉村章          | 權允姫 山本善哉                 | ふくだのりゆき                 | 9月12日       |
| 12   | 集結               | 滝晃一   | 成田歳法            | 奥村吉昭        | 山本隆青                        | ふくだのりゆき                 | 9月19日       |
| 13   | 使命               | 滝晃一   | 藤本義孝            | 岡崎幸男        | 野口孝幸                        | 金紀杜                         | 9月26日       |
| 14   | 勝者と敗者         | 滝晃一   | 川瀬敏文 山本恵     | 有冨興二        | 金東俊                          | ふくだのりゆき                 | 10月3日       |
| 15   | 前夜               | 井上敏樹 | 木村隆一            | 奥村吉昭        | 金紀杜                          | -                              | 10月10日      |
| 16   | 強奪               | 滝晃一   | 河合夢男            | 鎌仲史陽        | 柳瀬雄之                        | ふくだのりゆき                 | 10月17日      |
| 17   | 復讐の果て         | 荒川稔久 | 徳吉功 ひいろゆきな | 木村隆一        | 長坂寛治                        | 梅原隆弘                       | 10月24日      |
| 18   | 道のり             | 滝晃一   | 川瀬敏文            | 川瀬敏文        | 泰野好紹                        | -                              | 10月31日      |
| 19   | 再生               | 滝晃一   | 山本沙代            | 宮原秀二        | 松島晃                          | ふくだのりゆき                 | 11月7日       |
| 20   | 試練の旅立ち       | 平野靖士 | 徳吉功 ひいろゆきな | 有冨興二        | 金東俊                          | ふくだのりゆき                 | 11月14日      |
| 21   | 伝説の山へ         | 滝晃一   | 金紀杜              | 山本恵          | 金紀杜                          | -                              | 11月21日      |
| 22   | 暴走               | 滝晃一   | 武蔵関太郎          | 岡崎幸男        | 野口孝行                        | 梅原隆弘                       | 11月28日      |
| 23   | シンセイバー       | 平野靖士 | 河合夢男            | 鎌仲史陽        | 柳瀬雄之                        | ふくだのりゆき                 | 12月5日       |
| 24   | 力の代償           | 平野靖士 | 紅優                | 有冨興二        | 權允姫                          | ふくだのりゆき                 | 12月12日      |
| 25   | 謎の戦士           | 平野靖士 | 木村隆一            | 木村隆一        | 長坂寛治                        | 梅原隆弘                       | 12月19日      |
| 26   | 親友の影           | 滝晃一   | 駒井一也            | 駒井一也        | 長坂寛治                        | 金紀杜                         | 12月26日      |
| 27   | 永遠の命           | 滝晃一   | 佐藤雄三            | 宮原秀二        | 松島晃                          | ふくだのりゆき                 | 2003年 1月9日 |
| 28   | 記憶               | 滝晃一   | 徳吉功              | 徳吉功          | 金東俊                          | ふくだのりゆき                 | 1月16日       |
| 29   | 少年               | 平野靖士 | 奥村吉昭            | 有冨興二        | 權允姫                          | ふくだのりゆき                 | 1月23日       |
| 30   | 裏切り             | 平野靖士 | 紅優                | 木村隆一        | 関崎高明 長坂寛治               | 梅原隆弘                       | 1月30日       |
| 31   | 四神龍             | 滝晃一   | 熊谷雅晃            | 鎌仲史陽        | 柳瀬雄之                        | ふくだのりゆき                 | 2月6日        |
| 32   | ライバル           | 滝晃一   | 川瀬敏文 奥村吉昭   | 宮原秀二        | 松島晃                          | ふくだのりゆき                 | 2月13日       |
| 33   | 闇の迷宮           | 滝晃一   | 山本沙代            | 山本沙代        | 金東俊                          | ふくだのりゆき                 | 2月20日       |
| 34   | 真実               | 滝晃一   | 徳吉功 奥村吉昭     | 有冨興二        | 權允姫                          | 金紀杜                         | 2月27日       |
| 35   | Dゾーン            | 滝晃一   | 駒井一也            | 駒井一也        | 金紀杜                          | -                              | 3月6日        |
| 36   | 帰還               | 滝晃一   | 山本恵 奥村吉昭     | 木村隆一        | 長坂寛治 やまだたかひろ（メカ） | 梅原隆弘                       | 3月13日       |
| 37   | 真龍               | 滝晃一   | 山口祐司            | 山口祐司        | 金東俊                          | ふくだのりゆき                 | 3月20日       |
| 38   | Dブレイク!         | 滝晃一   | 川瀬敏文            | 川瀬敏文        | 梅原隆弘 才木康寛（エフェクト） | ふくだのりゆき 梅原隆弘 金紀杜 | 3月27日       |

### 漫画とアニメの違い
漫画とアニメでは物語中盤辺りから異なったストーリーになっている。
橘と永久、マヒル、英明はアニメオリジナルキャラのため、原作には登場しない。漫画のみ登場のキャラは多々いるが、レギュラーではドラゴンバスターのシルバーという女性がいる。
物語中盤辺りから異なったストーリーになったのは、放送開始から第3話前後まで、放送期間が2クール（6か月）から、好評により3クール（9か月）に延長になり原作漫画を追い越してしまうため。それにより中盤からオリジナルストーリーになっている（関係スタッフのコメントより）。
蛇足になるが、この予定外の延長のせいで、制作会社マトリックス（マッドハウスになっているが、実際に制作していたのはマトリックスである。）からの支払いが滞り、多くの関係者が被害を受けた。

## TVゲーム
ゲーム版でも多数オリジナルのキャラが登場する。基本的な設定はアニメ版を元にしている。
ドラゴンドライブ タクティクスブレイク（バンダイ、プレイステーション、2002年10月3日）
シミュレーションRPG。主人公はゲームオリジナル（名前と性別を選択可能）で、ストーリーもゲームオリジナルの展開。
ドラゴンドライブ ワールドDブレイク（バンプレスト、ゲームボーイアドバンス、2003年7月18日）
ドラゴンバトルRPG。主人公は雪野アキラ（アニメ版の設定における雪野麻衣子の弟、漫画版のタクミとは設定の異なる別人）。
ドラゴンドライブ ディマスターズショット（バンダイ、ニンテンドー ゲームキューブ、2003年8月8日）
ドラマティック3Dシューティング。主人公は大空レイジで、アニメ版のストーリーを元にした内容。

## カードゲーム
バンダイから発売された、2人対戦のトレーディングカードゲーム。
発売されたカードゲームは2種類あり、漫画連載前から発売されていた旧シリーズと、漫画連載後に発売された新シリーズがある。この2つはデザインだけでなく遊び方が異なるため、混ぜては使用できない。一部のドラゴン（センコークーラやライコーオーなど多数）は旧シリーズから登場している。
2004年の第8弾発売を最後に販売終了（ほぼ同時期に漫画連載も終了した）。
現在はオークションサイトで僅かに流通するのみで、余程の店で無い限りは中古販売はおろか買取も行われていない。